# 海葵雙鋸魚
海葵雙鋸魚，為雙鋸魚屬的一種。

## 分布
本魚分布於西太平洋區，包括澳洲、新幾內亞、所羅門群島及萬那杜等海域。

## 深度
水深1至15公尺。

## 特徵
本魚體側扁，口小。魚體全為橘色，並有三條鑲黑色白色條紋。魚鰭也有鑲黑邊。背鰭硬棘9至10枚；軟條14至17枚；臀鰭硬棘2枚；軟條11至13枚。體長可達11公分。

## 生態
本魚主要生活在潟湖及岩礁區，具有領域性，行一妻多夫制，當雌魚死亡時，其中一條雄魚會性轉變為雌魚。屬雜食性，以藻類和浮游生物為食。

## 經濟利用
為高經濟價值的觀賞魚，相對公子多了黑邊，有時人稱黑邊公子，但是他們是不同的。